# Círculo Español de Amigos de Europa
Der Círculo Español de Amigos de Europa (CEDADE spanisch für: Spanischer Zirkel der Freunde Europas) war eine 1966 gegründete rechtsextreme spanische Organisation. Der CEDADE wird als die seinerzeit einflussreichste und aktivste europäische Neonazi-Organisation bezeichnet. 1993 wurde der CEDADE offiziell aufgelöst.

## Gründungsphase im diktatorisch geführten Spanien unter General Franco (1966–1970)
Die 1960er Jahre in Spanien waren von einem Bedeutungsverlust der faschistischen Parteien gekennzeichnet. In diesem Umfeld bildete sich der CEDADE, ein neuer, an den Organisationsprinzipien der NSDAP orientierter Zusammenschluss. 1966 wurde die Organisation inspiriert durch Otto Skorzeny, ebenfalls einem Gründungsmitglied, vorgeblich als Verein zur Würdigung Richard Wagners von Ángel Ricote gegründet und kurz darauf von Pedro Aparicio übernommen. Der CEDADE griff antisemitische Ideologien auf, zu deren Verbreitung und Etablierung in Spanien er wesentlich beitrug. Der Verein firmierte zunächst als Kulturverein, der Vegetarismus, Abstinenz, Nichtrauchen und Naturschutz propagierte. Unter diesem Deckmantel richtete sich sein Hauptanliegen auf die Ausbildung von Funktionären nach dem erklärten „Vorbild der NSDAP“. Der CEDADE tritt für ein „Europa der weißen Rasse“ ein und sieht sich im Kampf gegen die „Auschwitzlüge“. Dabei wird auf Verschwörungstheorien rund um eine „jüdische Weltherrschaft“ zurückgegriffen. Durch Aufmärsche, Demonstrationen und publizistische Propaganda erhielt der CEDADE in Spanien Zulauf. So wurde 1969 in Barcelona der 10. Kongress der rechtsextremen Europäischen Neuen Ordnung (ENO) vom CEDADE ausgerichtet. Die Aktivitäten des CEDADE wurden schließlich auch von Franco-Anhängern kritisch beobachtet und zum Teil deren Propaganda erschwert. Offizielle Unterstützung erhielt der CEDADE vom spanischen Geheimdienst Servicio Central de Documentación. Die Organisation wurde vor allem von einigen älteren spanischen Militäranhängern und von Exilanten aus dem europäischen Ausland, vor allem aus Deutschland, Rumänien und Kroatien geleitet. Finanzielle Unterstützung erhielt sie von einigen Falangisten-Organisationen.

## Konsolidierungsphase (1970–1974)
1970 übernahm Jorge Mota das Präsidentenamt des CEDADE. Mota konnte den Einfluss der Organisation ausbauen. Dabei orientierte er die Organisation stärker an neonazistischen Ideologien und betrieb den Ausschluss von Mitgliedern mit abweichenden Ansichten. Der CEDADE hatte zu diesem Zeitpunkt rund 500 bis 600 Mitglieder und eröffnete Büros in einigen spanischen Städten. Neue finanzielle Unterstützung konnte von arabischer Seite gewonnen werden (Haj Amin al-Husseini).
Zu dieser Zeit diente der CEDADE als Vorbild zur Gründung weiterer militanter rechtsextremistischer Gruppierungen in Spanien.

## Der CEDADE im Zeichen des Wandels zur Demokratie in Spanien (1975–1978)
Nach Francos Tod setzten Demokratisierungsprozesse in Spanien ein. Jedoch fand eine Aufarbeitung und Auseinandersetzung mit der Franco-Diktatur und rechtsextremen Tendenzen in der spanischen Gesellschaft nicht statt. Auch der CEDADE konnte ihren politischen Einfluss weiter geltend machen. Vor allem der Umstand, dass neonazistische Propaganda in Spanien nicht unter Strafe gestellt war, kam dem CEDADE zugute.

## Niedergang und Auflösung (1978–1993)
1978 übernahm Pedro Varela Geiss den Vorsitz des CEDADE. Er baute vor allem die Verlagstätigkeit aus, die Propagandamaterial für ganz Europa bereitstellte. Die gleichnamige Zeitschrift diente als Kontaktbörse und Versandhandel für Rechtsextremisten in ganz Europa. Zu deren „Korrespondenten“ zählte der deutsche Neonazi Erhard Kemper. 1979 registrierte sich der CEDADE als politische Partei unter dem Namen Partido Europeo Nacional Revolucionario („Europäische Nationalrevolutionäre Partei“). Eine angestrebte demokratische Machtübernahme-Strategie hatte allerdings keinen großen Erfolg. Ende der 1980er Jahre ging die Publikationstätigkeit allmählich zurück. Aktivitäten, die den Holocaust leugneten (Holocaustleugnung), nahmen stark zu. Einige CEDADE-Mitglieder (u. a. Javier Rovira-Llor) wurden 1987 wegen eines gemeinsamen Attentats mit Todesfolge auf den Franzosen Robert Caplane verurteilt. 1989 richtete der CEDADE zum 100. Geburtstag von Adolf Hitler einen Nazi-Aufmarsch in Madrid aus. 1992 lud die CEDADE zu einem internationalen Treffen neonazistischer Jugendgruppen. Manfred Roeder war als Schulungsredner geladen. Beim vom CEDADE im selben Jahr organisierten „Kongress über Meinungsfreiheit“ leugneten geladene „Experten“ wie Gerd Honsik, Ernst Zündel, Thies Christophersen, Gaston-Armand Amaudruz (Schweiz), Léon Degrelle, der Argentinier Horacio Punset sowie erneut Manfred Roeder den Holocaust.
1993 wurde der CEDADE offiziell aufgelöst, er hatte zu seiner Hochphase etwa 2500 Mitglieder.

## Aktivitäten nach der Auflösung
Die ehemaligen Mitglieder setzten ihre Aktivitäten u. a. bei der Partido Popular, im Proyecto IES (Instituto de Estudios Sociales, Políticos y Económicos) in Madrid und in der Democracia Nacional fort.
Pedro Varela betreibt heute die Druckerei Nothung und die Buchhandlung Europa in Barcelona, die auf Schriften von Holocaustleugnern spezialisiert sind. In der Buchhandlung und in Varelas Wohnung wurden 1996 über 7000 Werke rechtsextremen Inhalts, vorwiegend in deutscher Sprache, beschlagnahmt. Von dort aus wurden enge Kontakte mit anderen rechtsextremistischen Gruppen wie der Faisceaux Nationalistes Européens in Frankreich, dem portugiesischen Ordem Nova und entsprechenden Gruppen in Ecuador, Uruguay und Bolivien gepflegt.